# BEST SELECTION "noir"
『BEST SELECTION "noir"』（ベスト・セレクション ノワール）は、Aimerのベストアルバム。2017年5月3日にSME Recordsから発売された。

## 概要
Aimerとしては初のベストアルバム。同時発売されたバラード曲中心の『BEST SELECTION "blanc"』に対して、アップテンポ曲ロックチューンが多く収録されている。
通常盤（CD）、初回生産限定盤A（CD+BD）、初回生産限定盤B（CD+DVD）の3形態で発売された。初回生産限定盤にはMVやライブ映像を収録したディスクが付属する。

## 収録曲

### CD
1. StarRingChild（5:26）
  - 作詞・作曲・編曲：澤野弘之
  - 6thシングル収録。
2. Brave Shine（3:50）
  - 作詞：aimerrhythm、作曲：小山寿、編曲：玉井健二・大西省吾
  - 8thシングル収録。
3. insane dream（4:13）
  - 作詞：aimerrhythm・Taka・Jamil Kazumi、作曲：Taka、編曲：colin brittain
  - 10thシングル収録。
4. Stars in the rain（5:00）
  - 作詞：aimerrhythm・Jamil Kazumi、作曲：Taka、編曲：玉井健二・大西省吾
  - 4thアルバム「daydream」収録。
5. 眠りの森（4:31）
  - 作詞：aimerrhythm、作曲：飛内将大、編曲：玉井健二・飛内将大
  - 2ndアルバム「Midnight Sun」収録。初出は配信シングル。
6. LAST STARDUST（5:17）
  - 作詞：aimerrhythm、作曲：飛内将大、編曲：玉井健二・飛内将大
  - 3rdアルバム「DAWN」収録。
7. 凍えそうな季節から -extended ver.-（3:46）
  - 作詞：aimerrhythm、作曲：釣俊輔、編曲：玉井健二
  - 配信シングルのアルバムバージョン。
8. 誰か、海を。（4:53）
  - 作詞：青葉市子、作曲・編曲：菅野よう子
  - 2ndミニアルバム「誰か、海を。EP」収録。
9. ninelie with cherry (EGOIST)（4:19）
  - 作詞・作曲・編曲：澤野弘之
  - 9thシングル収録。
10. holLow wORlD（4:34）
  - 作詞：aimerrhythm、作曲：岡本剛・玉井健二、編曲：玉井健二・大西省吾
  - 7thシングル収録。アルバム初収録。
11. us（4:33）
  - 作詞・作曲・編曲：TK
  - 4thアルバム「daydream」収録。
12. s-AVE (SawanoHiroyuki[nZk]:Aimer名義)（4:34）
  - 作詞・作曲・編曲：澤野弘之
  - SawanoHiroyuki[nZk]のアルバム「o1」収録。澤野弘之とのコラボ曲。
13. RE:I AM（5:47）
  - 作詞・作曲・編曲：澤野弘之
  - 5枚目のシングル。
14. zero（3:08）
  - 作詞：aimerrhythm、作曲：飛内将大、編曲：玉井健二・百田留衣
  - 新曲。

### DVD・BD（初回生産限定盤）
1. 凍えそうな季節から (MV)
2. Stars in the rain (MV)
3. Brave Shine (MV)
4. us (MV)
5. 誰か、海を。 (MV)
6. 眠りの森 (MV)
7. insane dream (MV)
8. RE:I AM (MV)
9. ninelie (MV)
10. StarRingChild (MV)
11. s-AVE (MV)
12. ninelie (LIVE)
13. Could Sun (LIVE)

## 参加ミュージシャン
- ボーカル - Aimer (M1-14)、cherry (M9)
- バッキングボーカル、コーラス - Taka (M3)、TK(M11)、河合夕子、cAnON、下間昌子、いのうえあい、Hikaru、Melo-j!! (M13)
- プログラミング、楽器演奏 - 澤野弘之 (M1、9、12、13)、大西省吾 (M2、4、10)、Colin Brittan (M3) 、飛内将大 (M5、6)、釣俊輔 (M7)、TK (M11)、 百田留衣 (M14)
- ピアノ、キーボード - 澤野弘之 (M1、9、12、13)、菅野よう子 (M8)
- ギター - 飯室博 (M1、13)、大西省吾 (M4)、伊藤ハルトシ (M9、12)、TK (M11)
- ベース - 田辺トシノ (M1、9、12、13)、山口寛雄 (M11)
- ドラムセット - 山内"masshoi"優 (M1、9、12、13)、佐野康夫 (M8)
- ストリングス - 藤堂昌彦Strings (M8)、窪山光一郎Strings (M13)
- シンセサイザーマニピュレーション - 浦田恵司、坂本俊介 (M8)